# 飯田和彦
飯田 和彦（いいだ かずひこ）は日本のシナリオライター。アダルトゲームのシナリオを主に担当している。

## 主な作品

### ゲーム
- Quartett!（Littlewitch）
  - Quartett! 〜THE STAGE OF LOVE〜（PS2移植版）
- リトルウィッチファンディスク -ちいさな魔女の贈りもの-（Littlewitch）
- ピリオド（Littlewitch）
- シュガーコートフリークス（Littlewitch）
- カルタグラ 〜ツキ狂イノ病〜（Innocent Grey）
  - カルタグラ 〜魂ノ苦悩〜（PS2移植版）
- グリムガーデンの少女-witch in gleamgarden-
- 対魔忍 紅
- 初恋サンカイメ
- 監獄アカデミア
- 対魔忍アサギZERO